# Slopestyle féminin de snowboard aux Jeux olympiques de 2022
Navigation
Pyeongchang 2018 Milan-Cortina 2026
Le slopestyle féminin des Jeux olympiques d'hiver de 2022 a lieu du 5 au 6 février 2022. C'est la troisième apparition de cette épreuve aux Jeux olympiques d'hiver.

## Médaillés
| Or                                      | Argent                    | Bronze                 |
| Zoi Sadowski-Synnott (Nouvelle-Zélande) | Julia Marino (États-Unis) | Tess Coady (Australie) |

## Résultats

### Qualifications
Les qualifications ont eu lieu le 5 février 2022 à 10h45 heure locale.
| Rang | Dossard | Ordre | Athlète              | Nationalité      | 1er Passage | 2e Passage | Meilleur | Notes |
| ---- | ------- | ----- | -------------------- | ---------------- | ----------- | ---------- | -------- | ----- |
| 1    | 1       | 2     | Zoi Sadowski-Synnott | Nouvelle-Zélande | 73.58       | 86.75      | 86.75    | Q     |
| 2    | 6       | 10    | Kokomo Murase        | Japon            | 74.95       | 81.45      | 81.45    | Q     |
| 3    | 3       | 1     | Enni Rukajärvi       | Finlande         | 66.75       | 78.83      | 78.83    | Q     |
| 4    | 4       | 4     | Anna Gasser          | Autriche         | 50.71       | 75.00      | 75.00    | Q     |
| 5    | 2       | 5     | Jamie Anderson       | États-Unis       | 74.35       | 53.26      | 74.35    | Q     |
| 6    | 9       | 19    | Julia Marino         | États-Unis       | 2.91        | 71.78      | 71.78    | Q     |
| 7    | 8       | 17    | Laurie Blouin        | Canada           | 66.85       | 71.55      | 71.55    | Q     |
| 8    | 5       | 3     | Tess Coady           | Australie        | 55.98       | 71.13      | 71.13    | Q     |
| 9    | 12      | 9     | Hailey Langland      | États-Unis       | 28.31       | 68.71      | 68.71    | Q     |
| 10   | 11      | 24    | Annika Morgan        | Allemagne        | 29.61       | 67.63      | 67.63    | Q     |
| 11   | 7       | 14    | Reira Iwabuchi       | Japon            | 48.51       | 67.00      | 67.00    | Q     |
| 12   | 19      | 28    | Ariane Burri         | Suisse           | 33.15       | 65.55      | 65.55    | Q     |
| 13   | 13      | 22    | Evy Poppe            | Belgique         | 47.08       | 56.80      | 56.80    |       |
| 14   | 10      | 18    | Melissa Peperkamp    | Pays-Bas         | 61.26       | 60.18      | 61.26    |       |
| 15   | 20      | 13    | Miyabi Onitsuka      | Japon            | 42.60       | 50.18      | 50.18    |       |
| 16   | 14      | 20    | Jasmine Baird        | Canada           | 49.50       | 14.41      | 49.50    |       |
| 17   | 22      | 8     | Hanne Eilertsen      | Norvège          | 48.35       | 35.30      | 48.35    |       |
| 18   | 16      | 23    | Courtney Rummel      | États-Unis       | 37.18       | 48.30      | 48.30    |       |
| 19   | 17      | 6     | Katie Ormerod        | Grande-Bretagne  | 47.38       | 44.01      | 47.38    |       |
| 20   | 21      | 27    | Bianca Gisler        | Suisse           | 40.35       | 38.43      | 40.35    |       |
| 21   | 26      | 7     | Carola Niemelä       | Finlande         | 22.36       | 38.43      | 38.43    |       |
| 22   | 18      | 26    | Brooke Voigt         | Canada           | 37.11       | 12.78      | 37.11    |       |
| 23   | 15      | 30    | Cool Wakushima       | Nouvelle-Zélande | 34.46       | DNS        | 34.46    |       |
| 24   | 29      | 29    | Urška Pribošič       | Slovénie         | 27.48       | 32.00      | 32.00    |       |
| 25   | 28      | 11    | Rone Ge              | Chine            | 29.36       | 13.01      | 29.36    |       |
| 26   | 23      | 21    | Šárka Pančochová     | Tchéquie         | 25.51       | 17.18      | 25.51    |       |
| 27   | 25      | 12    | Lucile Lefevre       | France           | 23.16       | 21.98      | 23.16    |       |
| 28   | 31      | 25    | Kamilla Kozuback     | Hongrie          | 21.95       | 19.58      | 21.95    |       |
| -    | 30      | 16    | Lea Jugovac          | Croatie          |             |            |          | DNS   |
| -    | 24      | 15    | Klaudia Medlová      | Slovaquie        |             |            |          | DNS   |

### Finale
La finale a lieu le 6 février 2022 à 09h30 heure locale.
| Rang                                | Dossard | Ordre | Athlète              | Nationalité      | 1er Passage | 2e Passage | 3e Passage | Meilleur | Notes |
| ----------------------------------- | ------- | ----- | -------------------- | ---------------- | ----------- | ---------- | ---------- | -------- | ----- |
| Médaille d'or, Jeux olympiques      | 1       | 12    | Zoi Sadowski-Synnott | Nouvelle-Zélande | 84,51       | 28,15      | 92,88      | 92,88    |       |
| Médaille d'argent, Jeux olympiques  | 9       | 7     | Julia Marino         | États-Unis       | 30,61       | 87,68      | 60,35      | 87,68    |       |
| Médaille de bronze, Jeux olympiques | 5       | 5     | Tess Coady           | Australie        | 82,68       | 55,98      | 84,15      | 84,15    |       |
| 4                                   | 8       | 6     | Laurie Blouin        | Canada           | 77,96       | 46,70      | 81,41      | 81,41    |       |
| 5                                   | 7       | 2     | Reira Iwabuchi       | Japon            | 75,60       | 80,03      | 46,15      | 80,03    |       |
| 6                                   | 4       | 9     | Anna Gasser          | Autriche         | 35,01       | 43,58      | 75,33      | 75,33    |       |
| 7                                   | 3       | 10    | Enni Rukajärvi       | Finlande         | 30,51       | 71,45      | 23,43      | 71,45    |       |
| 8                                   | 11      | 3     | Annika Morgan        | Allemagne        | 64,13       | 31,01      | 28,76      | 64,13    |       |
| 9                                   | 2       | 8     | Jamie Anderson       | États-Unis       | 22,98       | 60,78      | 36,88      | 60,75    |       |
| 10                                  | 6       | 11    | Kokomo Murase        | Japon            | 48,50       | 49,05      | 48,00      | 49,05    |       |
| 11                                  | 12      | 4     | Hailey Langland      | États-Unis       | 32,05       | 48,35      | 29,93      | 48,35    |       |
| 12                                  | 19      | 1     | Ariane Burri         | Suisse           | 21,40       | 24,01      | 18,86      | 24,01    |       |